# Bob Belden
James Robert Belden (* 31. Oktober 1956 in Charleston, South Carolina; † 20. Mai 2015 in New York City, New York) war ein amerikanischer Jazz-Saxophonist, der vorrangig als Arrangeur und Produzent in Erscheinung getreten ist.

## Leben und Wirken
Belden, der in Goose Creek aufwuchs, war nach dem Abschluss des Musikstudiums an der University of North Texas 1978 Mitglied von Woody Hermans Orchester. Von 1981 bis 1985 arbeitete er mit Donald Byrd und mit dem Mel Lewis Orchestra. 1983 zog er nach New York City, um für verschiedene Studios zu arrangieren. Auf seinem Debütalbum Treasure Island zeigen sich Einflüsse von Gil Evans. Belden hat anschließend Musik von den Beatles, Puccini, Prince, Carole King und Sting für Jazzorchester bearbeitet. Anschließend war er für Blue Note Records als künstlerischer Leiter tätig: Er produzierte die Alben Turning Point und Journey der McCoy Tyner Big Band, die beide mit einem Grammy ausgezeichnet wurden. Weitere seiner Produktionen wurden ausgezeichnet (etwa Renee Rosnes’ Ancestor mit einem Juno Award).
Belden arbeitete auch an den Wiederveröffentlichungen von Charles Mingus (wie Charles Mingus and Friends in Concert von 1972) und Miles Davis bei Columbia Records (Grammy für die Liner Notes der Edition Miles Davis Quintet 1965–1968). Anschließend arbeitete er im Duo mit Tim Hagans. 2001 veröffentlichte er das großorchestrale Werk Black Dahlia, das auf dem Roman Die schwarze Dahlie aufbaut und von der Musik des Film noir inspiriert war. 2008 veröffentlichte er die von ihm produzierte Doppel-CD Miles in India, auf der indische und amerikanische Jazzmusiker Kompositionen von Miles Davis covern; diese wurde 2009 für den Grammy Award for Best Contemporary Jazz Album nominiert. Daneben spielte er mit seiner Band Animation, die 2001 mit ihrem Album  Re-Animation: Live! ebenfalls für diesen Grammy nominiert war.
2001 wurde er im Kritikerpoll des Down Beat als Produzenttalent ausgezeichnet, das eine weitere Beachtung verdiene. Belden starb am 20. Mai 2015 im Alter von 58 Jahren im New Yorker Stadtteil Manhattan an den Folgen eines Herzinfarkts.

## Lexigraphische Einträge
- Wolf Kampmann (Hrsg.), unter Mitarbeit von Ekkehard Jost: Reclams Jazzlexikon. Reclam, Stuttgart 2003, ISBN 3-15-010528-5.
- Martin Kunzler: Jazz-Lexikon. Band 1: A–L (= rororo-Sachbuch. Bd. 16512). 2. Auflage. Rowohlt, Reinbek bei Hamburg 2004, ISBN 3-499-16512-0.